# Pulse (film, 2006)
Pour les articles homonymes, voir Pulse.
Pour plus de détails, voir Fiche technique et Distribution.
Pulse, ou Pulsations au Québec, est un film américain de Jim Sonzero (en) sorti le 11 août 2006 aux États-Unis et le 2 septembre en France, sélection officielle au Festival du cinéma américain de Deauville 2006. C'est un remake d'un film de Kiyoshi Kurosawa, Kaïro, sorti au Japon et en France en 2001.

## Synopsis
Un groupe d'étudiants reçoit des messages d'un ami récemment décédé. Ils vont découvrir un passage vers un autre monde et les conséquences d'une expérience secrète qui a très mal tourné.

## Fiche technique
- Titre : Pulse
- Réalisation : Jim Sonzero
- Scénario : Wes Craven et Ray Wright d'après le scénario de Kiyoshi Kurosawa
- Musique : Elia Cmiral
- Photographie : Mark Plummer
- Montage : Robert K. Lambert, Bob Mori et Kirk M. Morri
- Production : Brian Cox, Michael Leahy, Anant Singh et Joel Soisson
- Société de production : The Weinstein Company, Distant Horizon et Neo Art & Logic
- Société de distribution : TFM Distribution (France) et Dimension Films (États-Unis)
- Pays :  États-Unis,  Roumanie et  Afrique du Sud
- Genre : Horreur et science-fiction
- Durée : 90 minutes
- Budget : 7 500 000 $
- Couleur
- Interdit aux moins de 12 ans
- Dates de sortie : 
  -  11 août 2006
  -  11 octobre 2006

## Distribution

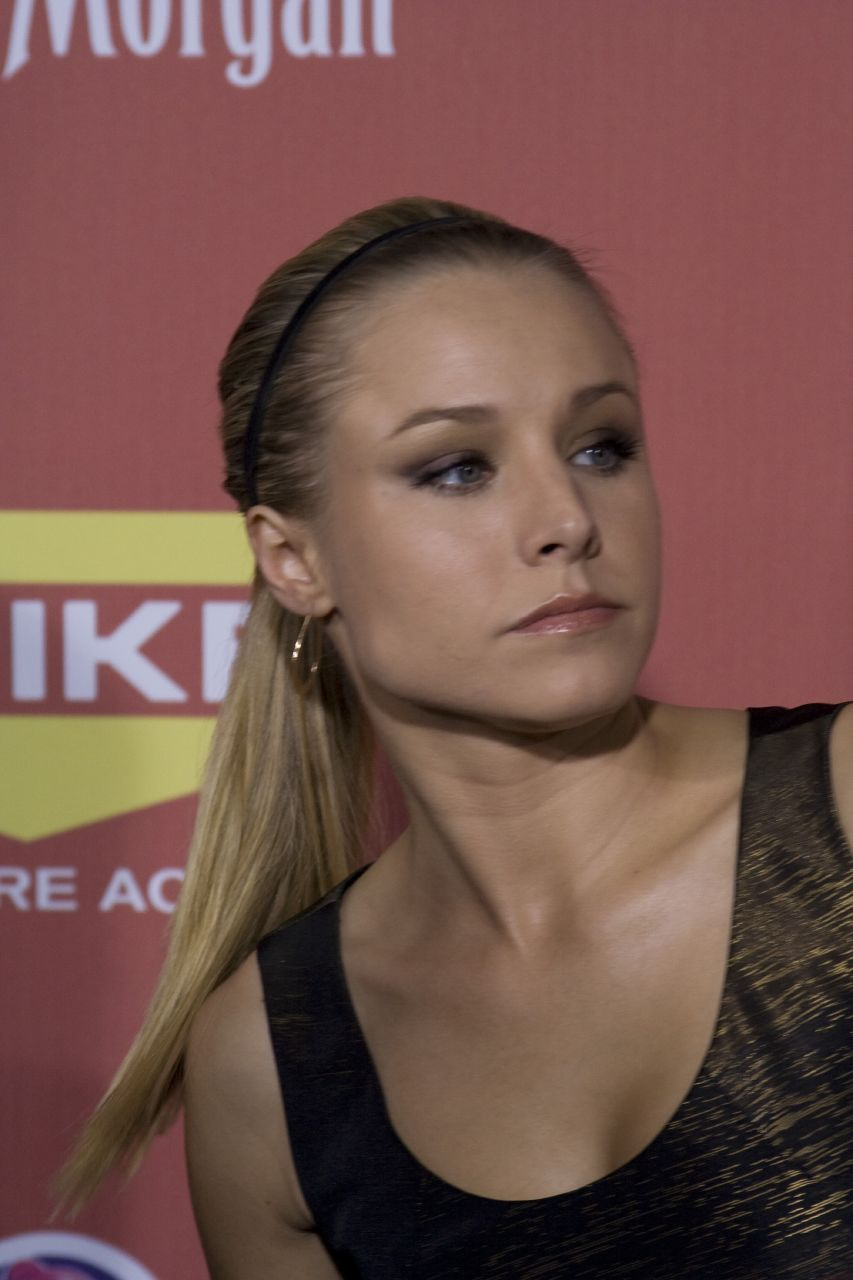
L'actrice principale, Kristen Bell, aux Scream Awards 2007.

Légende : V. Q. : version québécoise
- Kristen Bell (V. Q. : Catherine Proulx-Lemay) : Mattie Webber
- Ian Somerhalder (V. Q. : Martin Watier) : Dexter McCarthy
- Christina Milian (V. Q. : Émilie Bibeau) : Isabelle Fuentes
- Rick Gonzalez (V. Q. : Jean-François Beaupré) : Stone
- Jonathan Tucker (V. Q. : Benoit Éthier) : Josh
- Samm Levine (V. Q. : Nicolas Charbonneaux-Collombet) : Tim
- Ron Rifkin (V. Q. : Mario Desmarais) : Dr. Waterson
- Kel O'Neill (V. Q. : Renaud Paradis) : Douglas Ziegler
- Zach Grenier : le professeur Cardiff
- Riki Lindhome : Janelle
- Amanda Tepe : Margaret (non créditée)